# 寺西加織
寺西 加織（てらにし かおり、1990年5月8日 - ）は大阪府出身の日本のタレント、グラビアアイドルである。オレンジェニック所属。姉は元グラビアアイドルの寺西永里。

## 来歴
- 2007年、バラエティー番組ジャイケルマクソン(毎日放送)でデビュー。以降も関西地域のテレビ出演のほか、グラビアなどで活躍。
- 同年、爆感!グラビア帝国(テレビ大阪)で現役高校生ユニット「hijk」として岡智栄・秋山由貴とともにCDデビュー。
- 2009年3月、ゲームソフト『赤い糸 destiny DS』において、初の声優にもチャレンジしている。
- 同年、ZAKZAKの「第2回日本グラビアアイドル大賞」の新人賞の最終選考に進出[2]
- 東日本大震災のあった2011年3月11日以降、ブログ更新が止まっており、芸能活動もしていない。

## 人物
- 自称、最胸妹系Hカップボディ[3]。
- 特技はダンス、Y字バランス。趣味は料理、お菓子作り、音楽鑑賞、人間観察。

## 出演

### テレビ
- 爆感!グラビア帝国 (テレビ大阪、2007年) - レギュラー
- たかじん胸いっぱい (関西テレビ、2008年5月10日)
- ジャイケルマクソン (毎日放送、2008年5月28日 - 6月4日)
- ビーバップ!ハイヒール (朝日放送、2008年9月25日)
- ワールドコレクションゴールド (毎日放送、2008年) - ナビゲーター
- チュートリアルのチューして! (関西テレビ、2009年2月16日)
- たかじん胸いっぱい (関西テレビ2009年6月27日) - ほしのあきプレゼンツ！見つけてほし〜のグラビアの卵 運命のシャワーBOX!!：コーナー出演
- ジャイケルマクソン (毎日放送、2009年9月9日)
- マヨブラジオ (読売テレビ、2009年10月31日)
- 炎上base (関西テレビ、2009年12月4日 - )
- ビーバップ!ハイヒール (朝日放送、2010年2月4日)

### ドラマ
- メイド刑事 Mission7 (テレビ朝日、2009年8月14日)

### web
- 勝ち抜き!アイドル天国!!ヌキ天 (GyaO、2008年10月29日 - 11月12日)

## 作品

### CD
- Kiss the SKY(2007年) - hijkの一員として

### DVD
- ミラクルスマイル (ケイネットワーク、2008年6月25日)
- 波打つメガパイ The爆乳コレクション (ケイネットワーク、2008年11月15日) - 共演
- ピーチ！コレクション (イーネット・フロンティア、2009年2月20日)
- 恋色 (イーネット・フロンティア、2009年5月22日)
- 春恋歌 (マックス、2009年10月31日)
- Fresh!Eye (グラッソ、2010年2月6日)
- せつなの恋人 (日本メディアサプライ、2010年6月18日)
- 妄写 (オルスタックピクチャーズ、2010年9月29日)
- 競泳アイドルヌレヌレボディライン2 (M.B.D メディアブランド、2010年10月29日) - 共演

### デジタル写真集
- 寺西加織デジタル写真集「南国のフルーティーかおちゃん」 (2011年2月11日、i-本どっとじぇーぴー日昇インターナショナル株式会社)